# ブラット (お笑いコンビ)
ブラット（BRAT）は、かつてマセキ芸能社ユースに所属していたお笑いコンビ。2012年6月結成。2015年5月31日解散。

## メンバー
ゆーびーむ☆（1988年9月8日（36歳） - ）
ボケ担当。本名：新倉 優弥（にいくら ゆうび）
血液型：A型。身長：162cm。公称スリーサイズはB80cm、W65cm、H90cm。足のサイズ23.5cm。神奈川県三浦郡葉山町出身。
その他詳細はゆーびーむ☆の項目を参照。
みなみ（1989年6月16日（35歳） - ）
ツッコミ担当。本名：渡邉 実那美（わたなべ みなみ）
血液型：O型。身長：160cm。埼玉県出身。
元「アップターンガール」(マセキ芸能社ユース所属/2012年2月解散)、解散後はフリーのピン芸人として活動。
アップターンガール解散後、マセキを辞めてはいたが、マセキ主催ライブ等の手伝いはしていた。
東京アナウンス学院出身。
音楽ではRAG FAIRが好き。
アメリカン・コミックス好きで、YouTubeのチャンネルでアメコミ映画紹介コーナーにも出演している。また、ブラット解散後は『バットマン』などのキャラクター、キャットウーマンに扮してネタを披露する『キャットウーマン芸人』を演じている。
戦隊ヒーローは全般好きだが、中でも特に忍者戦隊カクレンジャーが好き。
アニメでは『あの日見た花の名前を僕達はまだ知らない。』『魔法少女まどか☆マギカ』『スクライド』などを好む。
百人一首も好む。
献血が大好き過ぎてネタ合わせを献血ルームで行いたいと言い出す程。
女芸人野球部『ミラクルキッシーズ』に加入して活動。元相方のゆーびーむ☆はチームメイトである。

## 来歴
それぞれ前のコンビを解散後ピンで活動していたが、先輩芸人の紹介でコンビを組むことになる。
コンビとしての初舞台は2012年6月13日に開催された「笑いの苺」。このライブ出演時にはまだコンビ名が決まっておらず、「ゆーびーむとみなみ」という仮のコンビ名で出演している。ブラットというコンビ名での活動は2012年7月6日の「笑いの種」から。なお、コンビ名は英語で「悪ガキ」を意味する「brat」に由来する。
2013年1月よりマセキ芸能社にユースとして所属。
2015年5月31日に解散。その後は二人ともピン芸人として活動。

## 芸風
基本的なスタイルは、ゆーびーむ☆がギャルっぽさ・バカっぽさを強調するようなチャラい発言をし、みなみが訂正するという形式の漫才で行われる。
結成当初は一つの話題について言い合うオーソドックスなしゃべくり漫才であったが、現在は主にゆーびーむ☆だけがコントに入り込むスタイルになっている。
ネタのテーマの多くは「やってみたい職業」であるが、ゆーびーむ☆が提案する時点で独特の言い回しをする為、どんな職業なのかすぐにはわからない場合もある。
最後はゆーびーむ☆の「ばいびーむ☆」というセリフで終わることが主である。

## エピソード
- 結成当初、2012年7月6日と翌日7月7日に二日連続でライブ出演をしたことがあった[9]。この際、まだ持ちネタが一つしか無かった為、同じネタを披露する予定だったが、両方のライブに同じお客さんが観覧に来ることを知った二人は「二日連続で同じネタを観せるのは申し訳ない」と、一晩で急遽新ネタを書き上げて二日間全く違うネタを行った[10]。
- マセキのライブでは、トークコーナーやエンディング等で男性芸人がゆーびーむ☆を見ていると「コイツ狙ってる」「さっきから視線感じてたんすよ〜」「ゆーびーむ☆から見てコイツはどうなの？」「無理っす！」というやり取りをするのが定番化している。
- 2013年1月10日に開催された「ジャンピングイエロー」では「新メンバーにキャッチフレーズを作ろう！」という企画が行われ、ブラットのキャッチフレーズはツィンテル勢登健雄が提案した『ホームベースと歌舞伎町ビッチ』に決まった[11]。ちなみに他には「くつ下くさそう」「枝毛多そう」「ヤバババーン」「いじめてる方といじめられてる方」「合コンにいそう」「ぶらっとブラット」「平成元年でっかい顔面」などの案があった。

## 出演
ゆーびーむ☆単独での出演は、ゆーびーむ☆#出演の節を参照。

### テレビ
- 芸人報道（日本テレビ）- 2013年5月13日、同年5月20日、同年7月29日、同年8月5日　ゆーびーむ☆のみ
- カイモノラボ（TBS）
- NexT（日本テレビ）- 2014年5月7日、同年5月14日 みなみのみ
- 学生才能発掘バラエティ 学生HEROES!（テレビ朝日）- 2014年12月24日深夜
- もっとセレクション～台東・すみだ～（J:COMチャンネル関東）
- ゴッドタン（テレビ東京）- 2015年3月14日深夜、3月21日深夜
- 〜アナタの日常に“笑い”をお届け!〜デリ芸（関西テレビ）- 2015年4月14日深夜
- ピエール瀧のしょんないTV（静岡朝日テレビ）- 2016年6月30日・7月7日、みなみ、ゆーびーむ☆とも「ミラクルキッシーズ」のメンバーとして出演

### ラジオ
- 村田綾のKeep Smile（エフエム浦和）- 2013年6月23日

### ライブ
- マセキ芸能社主催ライブ「パンキッシュガーデン」
  - オリーブゴールド
  - ジャンピングイエロー
- あきげん単独ライブ「歪なニジュウマル」
- 月イチライブ[注釈 1]
- ドルチェ(※MCのみ)[注釈 2]
- 笑いの○シリーズ

○の中には苺、種、泉、輪、源が入る
- TEPPENシリーズ

テッペンハニー、DASH、MAX&DASH、トンガリ
- スマイル☆スパーク
  - 第41回 神楽坂まつり 特別お笑いライブ